# Утрехтський університет
Утрехтський університет (нід. Universiteit Utrecht) — великий університет із багатою науковою та історико-культурною спадщиною, розташований у місті Утрехт (Нідерланди). Входить до асоціації університетів Європи Утрехтська мережа.

## Історія
Утрехтський університет засновано 26 березня 1636 року в Сполучених провінціях. У 1815 році отримав статус королівського університету, з 1961 року став загальнодоступним державним університетом. Кількість студентів стало зростає: з 12,9 тис. у 1974/1975 навчальному році до бл. 23 тис. студентів на початку 1990-х років. та близько 30 тис. за даними за 2009/2010 навчальний рік, з яких близько 2 тис. становлять студенти з-за кордону. На найпопулярніших факультетах навчальний процес проводиться як державною нідерландською, так і англійською мовою. Утрехтський університет традиційно спеціалізується в галузі права, гуманітарних і соціальних наук. Останнім часом розвинулися також природничі та біомедичні науки. Річний бюджет університету у 2008 році склав 715 млн євро.

## Факультети
Утрехтський університет має сім факультетів (нід. Faculteiten):
- Факультет природничих наук (нід. Bètawetenschappen)
- Факультет ветеринарної медицини (нід. Diergeneeskunde)
- Факультет гуманітарних наук (нід. Geesteswetenschappen)
- Факультет геологічних та географічних наук (нід. Geowetenschappen)
- Факультет права, економіки, управління підприємством, організації
- Факультет соціальних наук (нід. Sociale Wetenschappen)
- Університетський медичний центр (UMC Utrecht)
- Міждисциплінарний центр: